# Stud book
Stud Book (Livro de registros genealógicos) é um arquivo oficial mantido por um clube especializado que organiza e guarda os registros genealógicos de uma determinada raça pura de animal doméstico, que pode ser cão, gato, cavalo, gado, etc. O Stud book de determinada raça de animal é responsabilidade do clube ou associação competente, especializada em reconhecer, registrar e emitir certificados de registros genealógicos para esta. Os stud books mais antigos, consequentemente possuem um maior número de animais registrados e são de maior importância para determinada raça de animal. Só se pode realizar acasalamentos entre animais registrados no stud book de uma mesma entidade, associação ou clube. Apenas desta maneira os animais originados de determinado acasalamento podem ser devidamente registrados e entrar no stud book.  

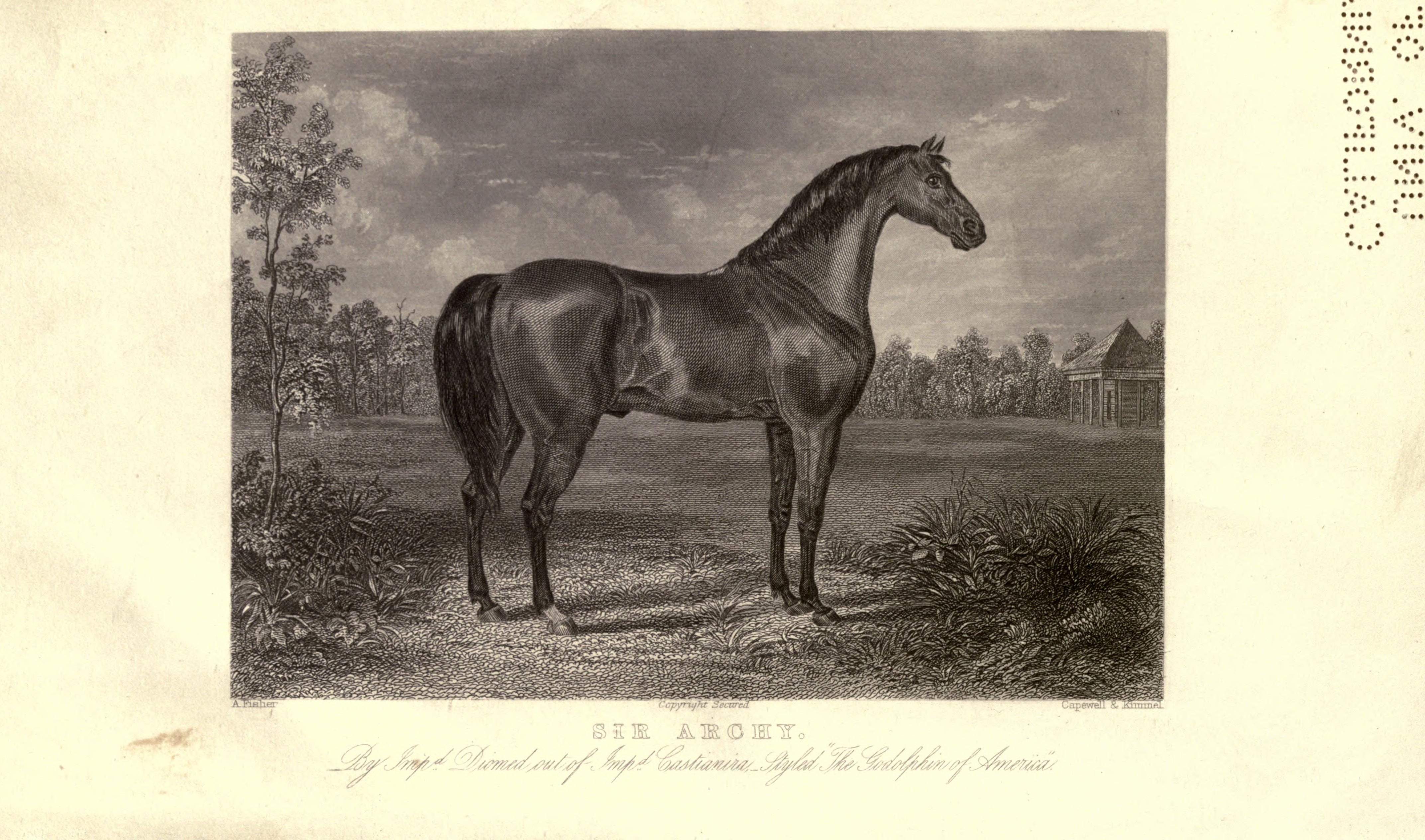
Compilação "Stud-book americano de Wallace"

O termo e conceito "Stud book" surgiu na criação dos cavalos Puro-sangue inglês. O primeiro Stud Book desta raça de cavalos foi criado na Inglaterra em 1793. Cada cavalo possuía, e ainda hoje possui, sua genealogia e campanha nas pistas oficiais compilada nos livros dos Stud Books.
Originalmente o Stud Book era reservado aos animais equinos da raça Puro-sangue inglês, porém com o tempo a prática foi adotada por criadores de outras raças equinas e por criadores de raças puras de outras espécies de animais, a exemplo dos criadores de cães de raça pura.
No caso da raça equina Puro-sangue inglês, anualmente o Stud Book Argentino registra em torno de 6 600 nascimentos de exemplares da raça;  o Stud Book Brasileiro, 3 300 nascimentos; a Comisión de Stud Book y estadística de Chile, 1 800 nascimentos;  o Stud Book Uruguaio, 1 700 nascimentos; o Registro Genealógico de Equinos (Stud Book) de la República Bolivariana de Venezuela, 1 100 nascimentos; o Stud Book Peruano, 400 nascimentos; (dados da OSAF de 2006).
O chamado "Stud Book Brasileiro" (do cavalo puro-sangue inglês) é administrado pela Associação Brasileira de Criadores e Proprietários do Cavalo de Corrida e foi fundado no dia 21 de fevereiro de 1891, pelo decreto 14/4 do Governo Provisório, para encontrar a verdadeira identidade dos animais registrados de boa-fé pelos criadores.